# Live at MS Stubnitz
Live at Stubnitz – album koncertowy kwartetu jazzowego Gutbucket. Koncert wydany został w 2008. Album zawiera utwory rejestrowane w latach 2001 - 2008 w Stanach Zjednoczonych, Rockstock - Niemcy, Kopenhadze i Amsterdamie. 

## Lista utworów
| Nr  | Tytuł                                                  |
| --- | ------------------------------------------------------ |
| 1.  | Insects                                                |
| 2.  | Revolution for Sale                                    |
| 3.  | The King of Prussia Has No Soul                        |
| 4.  | Part IV ("Are We There Yet, What's for Dinner?" Suite) |
| 5.  | Yoda with Soda                                         |
| 6.  | Liberation                                             |
| 7.  | Don't Fall on Dirty Mary                               |
| 8.  | Where Have You Gone, Mr. Squeegyman?                   |
| 9.  | Snarling Wrath of Angry Gods                           |
| 10. | Its                                                    |
| 11. | Underbidder                                            |
| 12. | Quaaludes & Figs                                       |
| 13. | Money Management for a Better Life                     |
| 14. | Punkass Rumbledink                                     |
| 15. | Rock n Roll                                            |
| 16. | Sludge Test                                            |
| 17. | Circadian Mindfuck                                     |
| 18. | Interview                                              |
| 19. | Tofu Don't Bleed                                       |
| 20. | Lucy Ferment?                                          |
| 21. | Doppelgänger's Requiem                                 |
| 22. | The Plague of the Legions                              |
| 23. | Death by Castanet                                      |